# Тайвек

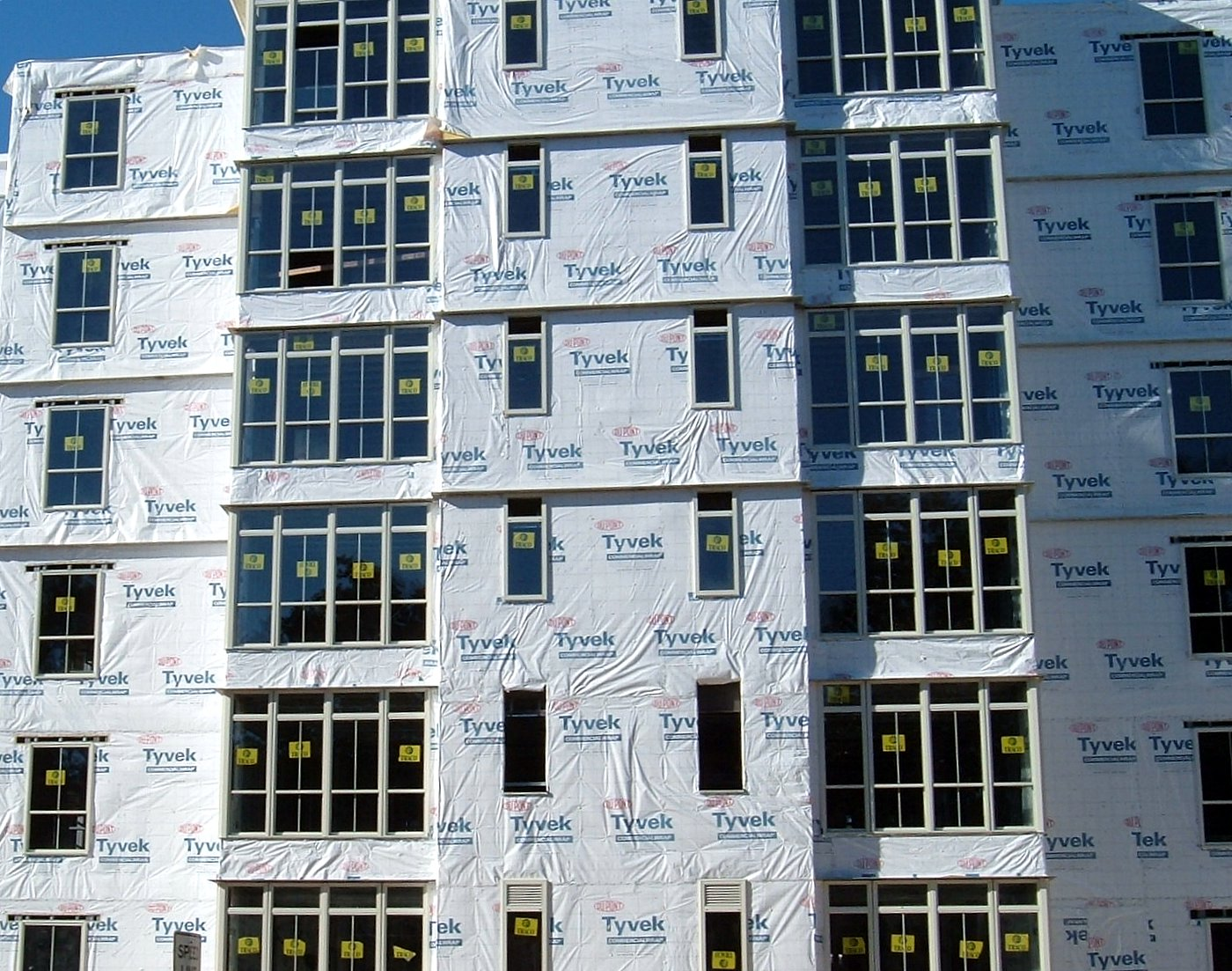
Покрытие дома материалом Tyvek

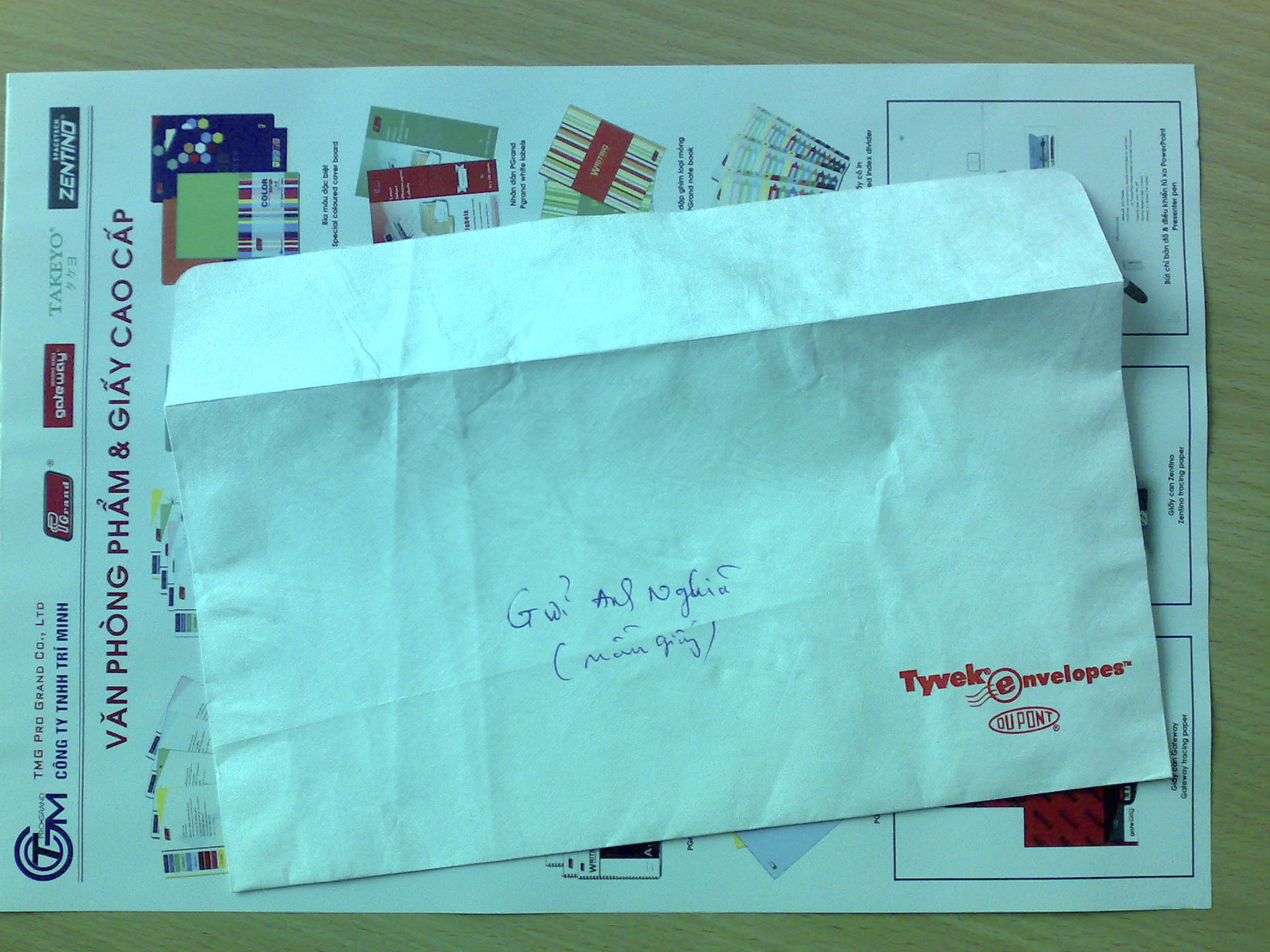
Конверт из Tyvek

Банкнота Гаити, напечатанная на материале Tyvek

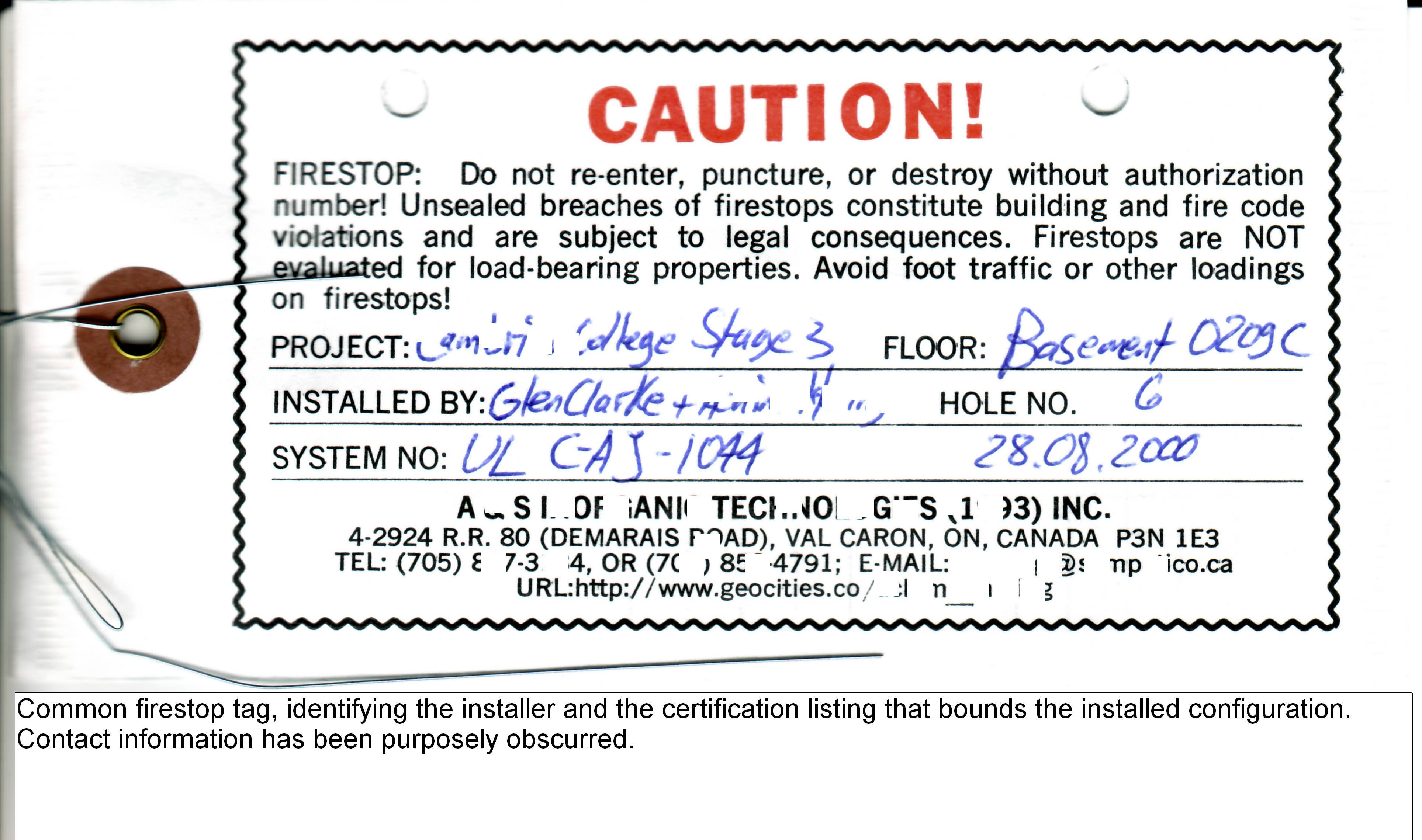
Ярлык, напечатанный на Tyvek

Та́йвек (англ. Tyvek) — торговое название нетканого материала, разработанного компанией DuPont (Дюпон), под которым поставляется семейство прочных долговечных полотен, изготовленных на 100 % из полиэтилена высокой плотности (HDPE). Первоначально полотно образуется формованием непрерывных пучков очень тонких взаимосвязанных волокон, которые затем соединяются под воздействием тепла и давления.
Тайвек сочетает в себе характеристики бумаги, плёнки и ткани в одном материале, поэтому он может использоваться в самых различных областях применения, где необходима прочность, влагонепроницаемость, паропроницаемость, небольшой вес, стойкость к механическим и химическим воздействиям. Кроме того, тайвек не выделяет волокнистого ворса, непрозрачен и имеет гладкую поверхность.
В процессе производства материала можно менять скорость укладки и условия связывания, в результате чего получаются материалы, ориентированные на различные области применения. Например, сорта тайвека мягкой структуры (они представляет собой листовой материал с точечными связями с тиснёным рельефом) изготавливаются для применения в текстильной промышленности, а тайвек с жесткой структурой (представляет собой жесткую неориентированную подложку типа бумаги со связями по всей площади, обладающую хорошими печатными свойствами, как в листовом, так и в рулонном виде) может заменить традиционную бумагу, особенно при изготовлении конвертов и печати.
Тайвек производится на двух заводах DuPont — в Ричмонде, штат Вирджиния, и в Люксембурге.

## Характеристики материала

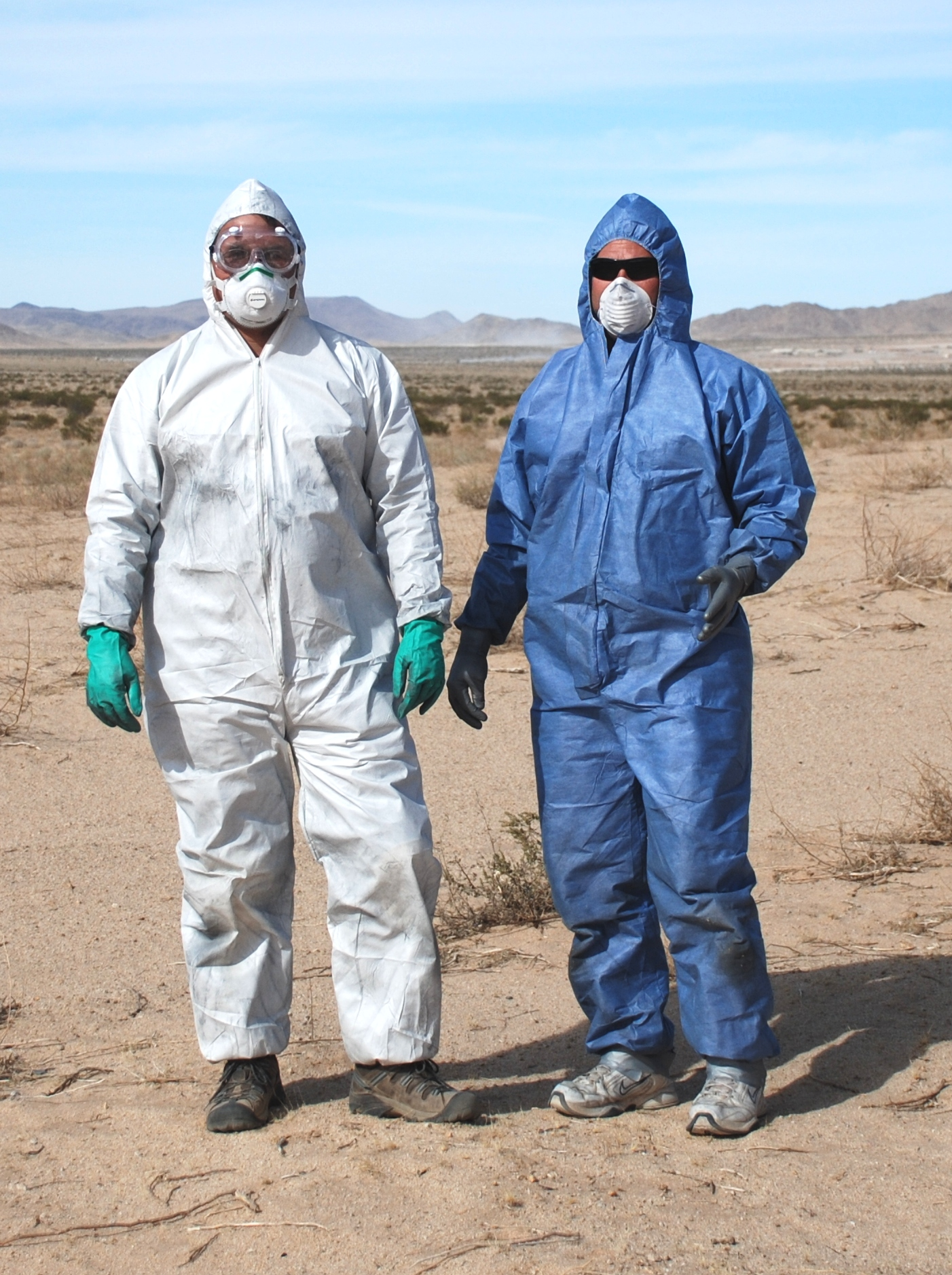
Защитный комбинезон из тайвека

- Прочность (обладает стойкостью к разрыву в мокром и сухом состояниях)
- Водостойкость (сохраняет свои характеристики во влажном и сухом состояниях)
- Химическая стойкость (так как материал сделан из 100 % HDPE, то он нечувствителен к воздействию большинства кислот, оснований и солей)
- Абразивная стойкость (вследствие обработки коронным разрядом поверхность материала окисляется, и на ней лучше закрепляются типографские краски, а также клеи или покрытия)
- Высокая непрозрачность (связана с многократным преломлением и сильным поглощением света между тонкими волокнами и воздухом в листе)
- Стабильность размеров (при относительной влажности от 0 до 100 % сохраняет стабильность размеров)
- Небольшой вес (вдвое меньше веса других материалов при аналогичной прочности)
- Высокая стойкость к многократным изгибам (можно складывать и изгибать почти до бесконечности без снижения его прочности)
- Температурный диапазон (сохраняет прочность и гибкость при температуре −75 °C. Начинает сморщиваться при 118 °C и плавиться при 135 °C. При переработке полотна под натяжением температура не должна превышать 80 °C)

## История
В 1955 году ученый из экспериментального центра компании DuPont Джим Уайт сделал важное открытие: он обратил внимание, что из трубы в лаборатории Polychem выходит белый полиэтиленовый пух. Случай был тщательно изучен, и через год компания DuPont подала патентное предложение на прочную нить из линейного полиэтилена. Но лишь в 1965 году разработка нового материала была зарегистрирована компанией DuPont под торговым наименованием тайвек, а его промышленное производство развернули в апреле 1967 года. Так начиналась история синтетической бумаги.

## Области применения
Применяется в различных отраслях, в частности, в строительстве (для создания паропроницаемого барьера между зданием или конструкцией и воздухом). Некоторое время применялся для защиты портов двигателей Reaction Control System (RCS) в программе Спейс шаттл (во время вывоза шаттла на стартовую площадку). Конверты из тайвека применяются почтой США в тарифах Priority Mail и Express Mail, FedEx и другими почтовыми службами. Редкие банкноты отдельных государств выполнялись из полимера, но вышли из обращения и стали предметом коллекционирования. Наручные браслеты для посетителей различных фестивалей и мероприятий, для пациентов больниц и т. п. могут выполняться из тайвека.
Могут применяться в производстве сумок, рюкзаков, в том числе любителями в домашних условиях (например, для чехлов компакт-дисков).
Иногда тайвек применяется в создании защитной одежды (одноразовых комбинезонов), в том числе под брендом «Tychem» (повышенная защита от химических жидкостей). Такая одежда использовалась как экстренный костюм химзащиты при ликвидации последствий аварии АЭС Фукусима. Применяется в лабораторных условиях и в медицинской отрасли благодаря совместимости с требованиями стерилизации оборудования.

## Переработка
В конце своего срока эксплуатации продукты, изготовленные из тайвека, можно отправить в повторную переработку. Помимо этого DuPont создал сеть фирм-переработчиков в США и в Европе, которые согласились принимать изделия, изготовленные из тайвека, для механической повторной переработки в другие продукты.

## Экология
Исследования, проведённые Bio Intelligence Service S.A.S., показывают, что в результате использования материала тайвек на всем его жизненном цикле существенно снижается нагрузка на окружающую среду. Это происходит в результате того, что материал обладает небольшим весом по сравнению с аналогами и может вторично перерабатываться. Подробные данные исследования приведены в экологическом профиле материала.